# Culicoides stigmaticus
Culicoides stigmaticus är en tvåvingeart som beskrevs av Jean-Jacques Kieffer 1911. Culicoides stigmaticus ingår i släktet Culicoides och familjen svidknott.
Artens utbredningsområde är Tyskland. Inga underarter finns listade i Catalogue of Life.